# Volkmar Andreae
Volkmar Andreae   (Berna, 5 de juliol de 1879 - Zúric, 18 de juny de 1962) va ser un director i compositor suís i també director del Conservatori de Zuric. Es considera un important intèrpret de Bruckner.

## Biografia
Quan era un infant, Volkmar Andreae va rebre classes de piano i les seves primeres lliçons de composició de Karl Munzinger. Del 1897 al 1900 va estudiar a la Universitat de Música de Colònia i va ser alumne de Fritz Brun, Franz Wüllner i Friedrich Wilhelm Franke. El 1900 es va convertir en solista repetidor a l'Òpera de la Corte de Munic. El 1902 va assumir la direcció del cor mixt de Zuric, que va dirigir fins al 1949. També va dirigir el "Stadtsänger Winterthur" de 1902 a 1914 i el cor d'homes de Zuric de 1904 a 1914.
Va dirigir la "Zurich Tonhalle Orchestra" de 1906 a 1949 i el Conservatori de Música de Zuric de 1914 a 1939. Va ser un dels fundadors de la Societat Suïssa per a la Nova Música (avui ISCM Suïssa), de la qual va ser president entre 1922 i 1934. Va dirigir als "World Music Days" de la "International Society for New Music" (ISCM World Music Days) el 1925, 1926 i 1930. Més tard va viure a Viena com a conferenciant i compositor independent i va actuar internacionalment com a director. Li agradaven especialment les simfonies d'Anton Bruckner, de les quals va fer el primer enregistrament complet l'any 1953 per a la ràdio austríaca amb l'Orquestra Simfònica de Viena. Com que aquest cicle només es va publicar en CD l'any 2009, el compromís d'Andreae amb Bruckner va romandre poc conegut durant molt de temps.
El treball compositiu d'Andreae inclou òperes, obres simfòniques i de música de cambra, un piano, un violí i un concert d'oboè, música per a piano, així com música coral i cançons (per exemple, escenaris de poetes suïssos com Hermann Hesse, que és el seu amic des del 1905 i també de Conrad Ferdinand Meyer. El 1915, Hesse va escriure el llibret inèdit per a una òpera en quatre actes, Romeo per a Andreae, basat en Romeu i Julieta de Shakespeare amb la traducció de Schlegel. El cercle d'amics d'Andreae també incloïa el dentista de Constança i promotor musical Alfred Schlenker i Fritz Brun.
Andreae va trobar el seu darrer lloc de descans al cementiri de Manegg a Zuric.

## Família
Volkmar Andreae era fill del farmacèutic Philipp Andreae i de la seva dona Adeline Françoise Joséphine, de soltera Perroni. Un germà era, Charles Andreae, era enginyer civil i professor universitari, i un avi era el farmacèutic Heinrich Volkmar Andreae.
El fill de Volkmar Andreae, Hans Andreae (1908–1978), pianista, nascut a Zuric, va ser professor de clavicèmbal i piano al Conservatori de Zuric de 1937 a 1973. El director Marc Andreae és el seu net.

## Honors
- Anell Anton Bruckner (1925)
- Gran Medalla d'Honor de Plata pels Serveis a la República d'Àustria (1957)[9]

## Obres (selecció)
Música vocal
- Vater unser per a mezzosoprano, cor de dones i orgue
- Das Göttliche per a tenor, cor i orquestra (1900)
- Das Göttliche, per a cor, tenor sol i orquestra, op 2 Text: Johann Wolfgang von Goethe.[10]
- Charon's Nachen per a solistes, cor i orquestra op 3 (1901) Text: Joseph Victor Widmann. OCLC 826858819
- Der Spielmann, quatre cançons per a veu masculina amb acompanyament de piano, op 5 Text: Max Wetter. OCLC 695849686
- Dues cançons per a cor masculí a capella, op 6 Text: Max Wetter I Waldesfriede II Graf Isenburg (vers 1903). OCLC 638416317
- Schutzgeister, cantata (1904)
- Tres melodies simples per a cor masculí a capella op. 8. OCLC 731283770
- Sis poemes de Conrad Ferdinand Meyer per a veu i piano op 10 Hug, Zuric 1906. OCLC 1148408148
- Quatre cors d'homes a capella op 11 I Al Gran Canal II El jove ferrer III Els temps difícils IV Campo santo die Staglieno, Hug, Zuric vers 1906/. 1907. OCLC 84634043
- Quatre cançons amb acompanyament de piano op 12 I Moon in the Day Text: Conrad Ferdinand Meyer II Auf dem Canal grande II Der Jungschmied III Die schweren Zeiten IV Campo santo die Staglieno Text: E. Objectiu. OCLC 605300752
- Quatre poemes de Meinrad Lienert en dialecte suís-alemany per a cor d'homes a capella op 13 II Hochsigzyt: Nu allemol wänn's Lanzig wird. OCLC 864705595
- Quatre cançons (d'una sola part) amb acompanyament de piano op 15, Hug, Leipzig 1909. OCLC 605718268 I Wenn ich Abschied nehme für per a tenor Text: Karl Weitbrecht II Eiche im Sturm. Per al text tenor: Walter Skullin. III Nirgend mehr ein Sonnenschein Text: Karl Weitbrecht IV Der Bevorzugte. Per a text de soprano d'alta coloratura: Carl Spitteler.
- Sis poemes en dialecte suís-alemany op 16 per a veu amb acompanyament de piano, Hug, Zuric 1906. OCLC 611368972 I Pfyfferfahrt: dialecte Iberger Text: Meinrad Lienert. OCLC 1091603678
- Dos cors masculins op 17 I ballo cançó. Incipit: Des Goldbauern Hiesel, dem ging es recht schlecht Text: Heinrich Leuthold. II Hüt' du dich! Incipit: Ich weiss mir 'n Mädchen hübsch und fein Text: de Des Knaben Wunderhorn, Hug, Leipzig and Zurich 1910. {{OCLC|638416460} }
- Vater unser  per a mezzosoprano (o baríton) sol, cor de dones a tres parts i orgue op 19, Hug, Leipzig 1911. OCLC 884445383
- An die Hoffnung ... per a cor d'homes a capella op. 21, Hug, Leipzig, Zuric 1912. OCLC 84336704
- Tres poemes de Gottfried Keller per a cor d'homes a capella op 22 I Ratzenburg II Röschen biss den Apfel an III Frühlingslied Incipit: C'est le printemps. , Gebrüder Hug & Co., Leipzig i Zuric 1913. OCLC 82060422
- Vier Gedichte von Hermann Hesse. Op. 23. Per una veu (masculina) amb acompanyament de piano. Hug, Zurich 1912 (estrenada el 1913 per Ilona Durigo a Zuric<ref>Volker Michels (ed.): Hermann Hesse: Music. Reflections, Poems, Reviews and Letters. 1986, p. 173. < /ref>). Jo Ravenna. OCLC 638651256 II Gebet der Schiffer. OCLC 611377890 III Bei Spezia IV Barcarole OCLC 611368966
- Dos cors masculins op. 24 I Wanderlied Incipit: Lustig wandr' ich querfeldein, II Der fliegende Holländer Text: Otto Rüdel, Bote & G. Bock, Hug, Zurich 1913. OCLC 82767521
- Ratcliff, tragèdia (òpera) op. 25, per a diverses veus cantants, tres veus parlants, cor i orquestra, poesia de Heinrich Heine, Fürstner, Berlín 1918. OCLC 611865803
- Magentallied per a cor masculins i orquestra op. 28, Hug, Leipzig i Zuric 1919. OCLC 637463105
- Höheres Leben: Der Mensch erwählt sein per a cor d'homes i orquestra de vent, op 36, text: Friedrich Hölderlin, Hug, Leipzig 1929. OCLC 605718801
- Li-Tai-Pe, vuit cançons xineses per a tenor i orquestra op 37, adaptacions de Klabund basades en Li Tai-peh (Li Taibai), Gebrüder Hug, Leipzig i Zuric. 1931. OCLC 716243369
- Suite per a cor masculí a capella op. 38, basada en refranys d'Ernst Zahn OCLC 637389908
- Consagració de la Terra, Himne per a cor masculina Op. 2 Text: Anna von Rüti. OCLC 901830779 Cor horària per a la 2a categoria al Federal Singers Festival de Basilea 1935
- Spruch: Willst du dir ein gut Leben zimmern, op. 39 núm. 3 Text: Johann Wolfgang von Goethe, Hug, Zuric 1935. OCLC 901830489 Cor horària per al III. Categoria al Federal Singers Festival de Basilea 1935.
- Dient: Spruch: Willst du dir ein gut Leben zimmern  per a cor d'homes a capella, op. 4, Hug, Zuric 1935. OCLC 901830780 Cor horària per a la IVa categoria al Federal Singers Festival de Basilea 1935.
- Suite per a cor masculí, solo de baríton i orquestra op. 41 Text: Gonzague de Reynold. OCLC 774142386
- Cançó festiva: Schliesst auf den Ring" per a cor d'homes i piano ad libitum, text: Gottfried Keller, Hug, Zuric 1948. OCLC 611080491
- Nossa vet'ei semeglionta [La nostra vida és com un viatge] per a cor d'homes, text: Alfons Vinzens. (romanx), Moriz Maggi 1948. OCLC 1151003249
- Cançó de la comunitat country: Freie Männer! Dies ist der Tag per al cor d'homes, text: Edwin Arnet, Hug, Zuric 1951. OCLC 611080449

Obres orquestrals
- Simfonia en si major (inèdita, WoO; ca. 1895)
- Sinfonische Fantasie per a gran orquestra, tenor sol, cor tenor i orgue op 7 precedit d'un poema de Walter skullin, Hug, Zuric vers 1905. OCLC 699106345
- Simfonia en fa major (1903).
- Kleine Suite, op. 27.
- Notturno i Scherzo, op. 30, 1919.
- Simfonia núm. 2 en do major, op. 31, Gebrüder Hug & Co., Leipzig 1920. OCLC 843210447
- Música per a orquestra, op. 35, Hug, Leipzig 1929. OCLC 605718810
- La cité sur la montagne, música d'escena, 1942.
- Li-Tai-Pe, vuit cançons xineses per a tenor i orquestra, op. 37, 1943.

Concerts
- Concert per a piano en re major, 1898.
- Peça de concert per a piano i orquestra en si menor, 1900
- Rapsòdia per a violí i orquestra op. 32, Hug, Leipzig 1920. OCLC 889666906
- Concert per a violí i orquestra op. 40. Gebrüder Hug & Co., Leipzig i Zuric 1936. OCLC 83398733
- Concert per a oboè i orquestra, op. 42, Hawkes & Son, Londres 1947. OCLC 1061634446

Marxes
- Marche des Carabiniers, Marxa del Regiment de Fusilellers núm. 12 per a música militar suïssa, Hug, Zuric cap al 1917. OCLC 730297393
- Marxa del 3r Batalló de Fusells de Música Militar Suïssa, Hug, Zuric. OCLC 730297392
- Marxa de l'exèrcit suís, Hug, Zuric 1940
- Desfilada de la marxa del 14è Regiment d'Infanteria suís per a la música d'harmonia, Hug, Zuric cap al 1940. OCLC 611337651

Altres
- Sis peces per a piano a dues mans op 20 - I Praeludium - II Bacchantischer Tanz - III Frage - IV Catalonisches Ständchen - V Adagio - VI Unruhige Nacht, Hug, Leipzig, Zuric 1911. OCLC 610756615
- Kleine Suite, op. 27, Leuckart, Leipzig 1917. OCLC 731004559
- Notturno i Scherzo, op. 30, Leuckart, Leipzig vers 1918. OCLC 731004562
- Abenteuer des Casanova, quatre obres d'un acte op 34, text: Ferdinand Lion - I Die Flucht aus Venedig - II Casanova in París - III Espanyol. Peça nocturna – IV Casanova a Potsdam. 1923. OCLC 17468211
- La cité sur la montagne, música de festival (1942)